# William Alanson Bryan

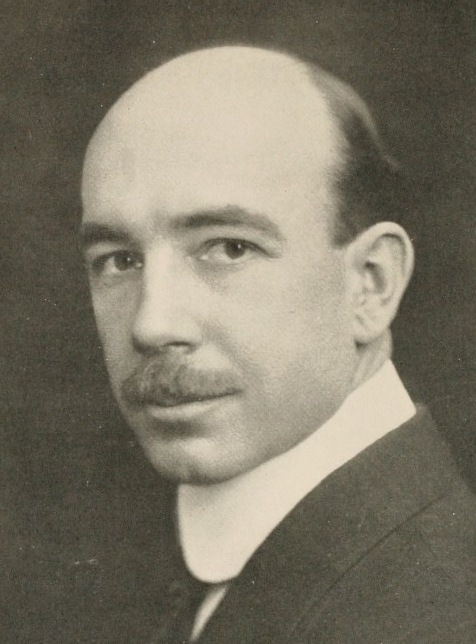
Frontispiz der Natural History of Hawaii, Hawaii, 1915

William Alanson Bryan (* 23. Dezember 1875 bei New Sharon, Iowa; † 18. Juni 1942) war ein US-amerikanischer Zoologe, Ornithologe, Naturforscher und Museumsdirektor.

## Leben
Bryan wurde auf einer Farm bei New Sharon, Iowa, geboren. Nach seiner Schulausbildung und seinem Zoologiestudium graduierte er 1896 zum Bachelor of Science am Iowa State College. 1900 kam er nach Hawaii und erhielt eine Kuratorenstelle für Ornithologie am Bernice P. Bishop Museum. Im Juni desselben Jahres heiratete er Ruth May Goss, die 1904 verstarb. 1907 verließ er das Museum und gründete die Pacific Scientific Institution, eine Einrichtung, die das Ziel verfolgt, die biologische und ethnologische Forschung im Pazifik voranzutreiben. Anschließend wurde er Professor für Zoologie an der Fakultät des College of Hawaiʻi. 1909 heiratete er Elizabeth Letson Bryan (1874–1919), die als Muschel- und Schneckensammlerin arbeitete. Die malakologischen Sammlungen von Elizabeth Bryan wurden von Henry Augustus Pilsbry (1862–1957) in seinem Werk Manual of Conchology (1912–1914) beschrieben. Bryan, der Quäker und Prohibitionist war, nahm 1913 und 1918 erfolglos an den Gouverneurswahlen in Hawaii teil. Nach dem Tod seiner Frau beendete er seine Arbeit am College of Hawaiʻi und ging nach Südamerika. Im Januar 1920 unternahm er eine Expedition auf die Osterinsel.
Von 1921 bis zu seinem Ruhestand im Jahre 1940 war er Direktor des Museum of History, Science and Art.
Bryan beschrieb drei Vogeltaxa: Anous minutus marcusi (Unterart der Weißkopfnoddi), Myadestes lanaiensis rutha (Unterart des Lanaiklarinos) und den Nihoa-Kleidervogel (Telespiza ultima). Daneben war er der letzte Forscher, der 1907 den ausgestorbenen Rußmamo (Drepanis funerea) nachgewiesen hat.

## Werke (Auswahl)
- A key to the birds of the Hawaiian group, 1901
- A monograph of Marcus Island, 1903
- The Pacific Scientific Institution, 1908
- Some birds of Molokai, 1908
- Report of an expedition to Laysan Island in 1911, 1912
- A marine biological laboratory for Hawaii, 1912
- Natural History of Hawaii - Being an Account of the Hawaiian People, the Geology and Geography of the Islands, and the Native and Introduced Plants and Animals of the Group, 1915